# Serrulus sinicus
Serrulus sinicus is een keversoort uit de familie Passalidae. De wetenschappelijke naam van de soort is voor het eerst geldig gepubliceerd in 1983 door Hong.